# Hachisuka Narihiro
Hachisuka Narihiro (蜂須賀 斉裕, né le 14 octobre 1821, mort le 30 janvier 1868) est un daimyo de la fin de l'époque d'Edo à la tête du domaine de Tokushima. Il est fils du douzième shogun, Tokugawa Ienari.

## Biographie
Son père Ienari avait beaucoup d'enfants qui ont été donnés pour adoption à différentes familles de daimyos dans tout le pays. Quant à lui, Narihiro a été confié à Hachisuka Narimasa, daimyo du domaine de Tokushima, comme héritier adopté. Narihiro devient chef de famille en 1843 et engage un certain nombre de réformes visant à apaiser les révoltes paysannes causées par la mauvaise gestion de Narimasa. Il reste à la tête du domaine jusqu'en 1868 quand Hachisuka Mochiaki lui succède.

## Source de la traduction
- (en) Cet article est partiellement ou en totalité issu de l’article de Wikipédia en anglais intitulé « Hachisuka Narihiro » (voir la liste des auteurs).